# SourceForge Enterprise
TeamForge は、協働型バージョン管理・ソフトウェア開発管理システムである。各種ソフトウェア開発サービスのフロントエンドを提供し、PostgreSQLやSubversionといったFOSSアプリケーションを統合している。かつては、SourceForge Enterpriseという名称だった。
元々は、SourceForge.netで採用されていたシステム自体がオープンソースだったが、v2.5をフォークする形でv3.0から商用化され、プロプライエタリソフトウェアの SourceForge Enterprise Edition という製品になった。元のv2.0のコードベースから、GNUプロジェクトによって Savannah としてフォークされた。また、元々SorceForge.netを開発していた一部のプログラマらが v2.5コードをベースにGForge という別のフォークを立ち上げている。v4.0からは、完全にJavaベースのシステムにスクラッチから書き直され、元々のSourceForge.netに由来するコードは無くなっている。v5.2より、SourceForgeという名称も外されている。
元はSourceForge社が販売していたが、2007年4月24日、コラブネットに、商用版のソフトウェア事業が売却された。
元々の出自であるSourceForge.netは、現在もSourceForge社が運営し、日本版のSourceForge.JPはOSDN株式会社が運営している。